# Civilization V
Civilization V (também conhecido por Civilization 5) é um jogo de estratégia 4X criado pela Firaxis, e o penúltimo da saga Civilization, baseado em turnos no qual o jogador toma o controlo de um povo e o lidera através do início da história até ao futuro próximo, num mapa aleatório baseado em hexágonos. O jogador terá que conjugar pesquisa tecnológica, força militar, expansão populacional, diplomacia e economia, entre outros, para alcançar a vitória.
Ao contrário dos anteriores jogos da série, o mapa deste jogo é constituído por hexágonos em vez de quadrados. As batalhas são agora realizadas em frentes militares "para as manter longe da cidade", como dizem os designers. Se a frente de defesa falhar, as cidades têm agora a habilidade de se defender a elas mesmas, consoante os pontos de HP que tiverem. As fronteiras da civilização expandir-se-ão um hexágono de cada vez, consoante a vontade do líder, e o conceito de estradas será totalmente alterado. Surgirão as cidades-estado - pequenas cidades que ajudarão as civilizações a alcançar a vitória.

## Jogabilidade
Civilization V é um jogo de Estratégia por turnos, onde cada jogador representa um líder de uma certa nação ou civilização, e precisa guiar o crescimento deste durante milhares de anos. O jogo começa com a fundação de uma pequena e primitiva cidade, e termina após o jogador alcançar uma das condições de vitória - ou sobrevivendo até o número de turnos acabar, onde a civilização que tiver mais pontos, baseado em diversos fatores, é declarada a vencedora. Durante um turno, o jogador precisa administrar unidades que representam civis e militares, mandando-os realizar diversas atividades, como: explorar novas terras, fundar cidades, batalhar contra unidades inimigos, melhorar a terra, lidar com a diplomacia com outras civilizações, e direcionar o crescimento da tecnologia, cultura, e economia. As condições de vitória podem incluir: conquistar o mundo pela força, convencer outras civilizações por meio de diplomacia para virar o líder, criar a maravilha "Utopia Project" ("Projeto Utopia") adotando políticas sociais ou vencendo a corrida espacial.

### Inteligência artificial
A IA em Civilization V foi construída para operar em quatro níveis: a "AI tática" controla as unidades individuas; a "AI operacional" supervisiona toda a guerra; a "AI estratégica" gerencia o império inteiro; e a "grande AI estratégica" estabelece objetivos à longo prazo e determina como vencer o jogo. Os quatro níveis da IA se complementam para desenvolver um comportamento complexo e flexível.
Cada um dos líderes controlados pela IA tem uma personalidade única, determinada por uma combinação de 'temperamentos' numa escala de um a dez; entretanto, os valores podem se diferenciar ligeiramente em cada partida.  Existem 25 temperamentos, agrupados em categorias que incluem crescimento, expansão, ampla estratégia, preferências militares, reconhecimento, reconhecimento naval, entre outros.

### Cidades
Como nos últimos títulos, as cidades continuam sendo o pilar central de Civilization. Uma cidade pode ser fundada no local desejado por uma unidade chamada "Settler"; e ela crescerá, produzirá unidades e edifícios, gerando pesquisas e riqueza. A cidade também se desenvolve culturalmente e expande suas bordas um hexágono por vez. O processo de expansão é automatizado e direcionado em relação às necessidades da cidade, mas pode ser acelerado com 'ouro' (ou 'gold', a moeda do jogo).
A guerra entre as cidades foi renovada. Enquanto as cidades, nos títulos anteriores, eram defendidas inteiramente por unidades militares, em Civ 5 elas podem se defender sozinhas, atacando unidades numa distância de até dois hexágonos. As cidades tem pontos de vida que, se forem reduzidos a zero, serão conquistadas ou destruídas pelas forças invasoras.

## Civilizações e líderes
No início, haverá 18 civilizações disponíveis no Civilization V. O jogo também revolucionou a diplomacia, já que cada líder tem as suas características e objectivos, e fala na sua língua nativa.
| Civilização               | Líder                |
| ------------------------- | -------------------- |
| Estados Unidos da América | George Washington    |
| Arábia                    | Harune Arraxide      |
| Império Asteca            | Moctezuma II         |
| China                     | Wu Zetian            |
| Egito                     | Ramessés II          |
| Inglaterra                | Elizabeth I          |
| França                    | Napoleão Bonaparte   |
| Alemanha                  | Otto von Bismarck    |
| Grécia                    | Alexandre Magno      |
| Índia                     | Mahatma Gandhi       |
| Confederação Iroquesa     | Hiawatha             |
| Japão                     | Oda Nobunaga         |
| Império Otomano           | Solimão, o Magnífico |
| Pérsia                    | Dario I              |
| Roma                      | Augusto              |
| Rússia                    | Catarina, a Grande   |
| Sião                      | Ramkhamhaeng         |
| Songai                    | Ásquia               |

| Civilização  | Líder              |
| ------------ | ------------------ |
| Babilonia    | Nabucodonosor II   |
| Coreia       | Sejong, o Grande   |
| Dinamarca    | Haroldo Dente-Azul |
| Espanha      | Isabel, a Católica |
| Império Inca | Pachacuti          |
| Mongólia     | Genghis Khan       |
| Polinésia    | Kamehameha I       |

## Unidades
No Civilization V, só é possível haver uma unidade de cada tipo (aérea, económica e militar) por hexágono. As unidades movem-se agora dois hexágonos como base (em vez de um quadrado como antes), e não são completamente destruídas se perdem uma batalha, o que acaba por tornar a rapidez do jogo semelhante à dos anteriores, devido ao facto de as unidades levarem mais tempo a fazer e terem um custo de manutenção. Não haverá mais transporte marítimo de tropas. As unidades transformam-se logo em barcos de transporte.

## Cidades-estado
Um novo conceito no jogo são as cidades-estado - pequenas cidades que não pretendem ganhar e quase nunca crescem. Estas cidades proporcionam bónus militares e diplomáticos às civilizações aliadas. Se uma civilização for inimiga de uma cidade-estado protegida por outra civilização, isso poderá levar a uma guerra e a desacordos diplomáticos.

## Terrenos
Terrenos planos: Deserto, Planície, Campos Verdes e Pântanos
Terrenos frios: Neve e Tundra
Terrenos Altos: Montanhas (As unidades não podem passar por montanhas) e Colinas (As unidades têm melhor defesa e melhor alcance [para unidades de Range] em colinas)
Terrenos Aquáticos: Costa, Oceano, Lagos e Rios (os ataques por rios serão dificultados)
Florestas/Selvas: Serão diferentes de continente para continente, representando Ásia, África, América e Europa. (as unidades fracas poderão recuperar escondendo-se em florestas ou selvas).

## Recursos
Recursos são fontes de alimento, produtividade, cultura ou bônus especiais para uma civilização. Para que cada um desses recursos seja útil, é necessário que o ladrilho onde ele se localize esteja dentro da fronteira de alguma cidade, e que o mesmo seja melhorado apropriadamente. Existem três tipos de recursos no jogo: Normais, Estratégicos e de Luxo.
Os recursos normais já aparecem desde a Era Antiga, mas alguns requerem tecnologias para serem melhorados (Pasto, Acampamento, Plantação, Navegação). Esses recursos não podem ser trocados com outras civilizações, e aumentam o alimento fornecido pelo ladrilho e, com o decorrer da partida, podem oferecer bônus diferenciados, de acordo com as construções da cidade ou as Políticas Sociais.
Recursos de Luxo são encontrados também desde a Era Antiga, e requerem tecnologias para serem explorados. Eles aumentam a felicidade da população e produzem Ouro por turno. Esses recursos podem ser cambiados com outras civilizações, em acordos diplomáticos.
O bônus de felicidade só é concedido para uma fonte de cada recurso de luxo. Por exemplo, se o jogador tiver uma ou duas fontes de Seda, os bônus serão os mesmos. Mas os bônus serão dobrados se esse jogador trocar sua seda por outro recurso que ainda não tenha.
Recursos estratégicos vão aparecendo no mapa com o decorrer do jogo, de acordo com as tecnologias que vão sendo pesquisadas.
São necessários várias fontes de um mesmo recurso estratégico. Estes irão essencialmente contribuir a um nível militar (Ex: com uma fonte de ferro, uma civilização pode ter até cinco unidades baseadas em ferro).
| Recurso          | Tipo                |
| ---------------- | ------------------- |
| Algodão          | Recurso de Luxo     |
| Tinturas         | Recurso de Luxo     |
| Peles            | Recurso de Luxo     |
| Pedras preciosas | Recurso de Luxo     |
| Ouro             | Recurso de Luxo     |
| Incenso          | Recurso de Luxo     |
| Marfim           | Recurso de Luxo     |
| Pérolas          | Recurso de Luxo     |
| Mármore          | Recurso de Luxo     |
| Seda             | Recurso de Luxo     |
| Prata            | Recurso de Luxo     |
| Especiarias      | Recurso de Luxo     |
| Açúcar           | Recurso de Luxo     |
| Baleias          | Recurso de Luxo     |
| Vinho            | Recurso de Luxo     |
| Cavalos          | Recurso Estratégico |
| Ferro            | Recurso Estratégico |
| Carvão           | Recurso Estratégico |
| Alumínio         | Recurso Estratégico |
| Petróleo         | Recurso Estratégico |
| Urânio           | Recurso Estratégico |
| Bananas          | Recurso Normal      |
| Gado             | Recurso Normal      |
| Ovelha           | Recurso Normal      |
| Veado            | Recurso Normal      |
| Peixe            | Recurso Normal      |
| Trigo            | Recurso Normal      |

## Edifícios de cidade e de mapa
Edifícios de Mapa: Quintas(podem agora ser feitas em colinas), pastos, estradas, campos, fortes e ruínas.
Edifícios de cidade: Muralhas (aumenta o poder defensivo da cidade), Celeiro (aumenta a quantidade de comida disponível na cidade).
Maravilhas: Hagia Sofia; As Pirâmides e/ou a Esfinge de Gizé; Jardins Suspensos; O Oráculo; Anfiteatro de Shakespeare; Colosso; Stonehenge; Machu Picchu; Taj Mahal; Ópera de Sydney; Torre Eiffel; Cristo Redentor; Big Ben; Estátua da Liberdade.

## Tecnologias
Tecnologias confirmadas:
| Tecnologia                                   | Benefícios | Requisitos  |
| -------------------------------------------- | --- | ----------- |
| Agricultura                                  | Permite a criação de fazendas (melhorias que permitem a produção de alimento para uma cidade)                                                                                                | Nenhum      |
| Cerâmica                                     | Permite a construção de um granário. | Agricultura |
| Velejar (Sailing)                            | Permite a criação de barcos de três remos e barcos pesqueiros (melhoria, equivalente marítimo das pastagens)                                                                                 | Agricultura |
| Escrita                                      | Desbloqueia pactos de pesquisa* | Cerâmica    |
| Calendário                                   | Necessário para ver algodão e criar plantations (melhoria, equivalente da fazenda para recursos de luxo)                                                                                     | Cerâmica    |
| Pecuária                                     | Dá a possibilidade da construção de pastagens (melhorias que permitem incorporação de recursos de animais de criação.)                                                                       | Agricultura |
| Armadilhas (Trapping)                        | Permite a construção de um circo (aumenta felicidade na presença de recursos de "Cavalos" ou "Marfim") e a criação de acampamentos (melhoria, equivalente da pastagem para recursos de luxo. | Pecuária    |
| Mineração                                    | Permite a criação de minas (melhoria que aumenta a produção e extrai recursos minerais, exceto pedra e mármore).                                                                             | Agricultura |
| Construção em tijolos ou Alvenaria (Masonry) | Dá a possibilidade da construção de muralhas. | Mineração   |

*Pactos de Pesquisa: Com um pagamento, duas civilizações podem-se juntar numa pesquisa e aumentar o desenvolvimento desta em quinze por cento.

## Expansões
A primeira expansão do jogo, intitulada Civilization V: Gods & Kings foi lançada oficialmente dia 19 de Junho de 2012 nos EUA, e no dia 22 de Junho para o resto do mundo, sendo distribuída pela plataforma Steam. Várias novas civilizações foram adicionadas: Bizantinos, Celtas, Países Baixos, Cartago, Maias, Monarquia de Habsburgo (Áustria), Etiópia, Espanha (antes como um DLC), Hunos e Suécia.
A segunda expansão, intitulada Civilization V: Brave New World, foi anunciada em Março de 2013, sendo lançada oficialmente 9 Julho 2013 nos EUA e 12 Julho 2013 para o resto do mundo, também distribuída pela plataforma Steam. A expansão incluiu a variável Turismo no jogo, aperfeiçoará as redes de comércio e o conjunto de políticas sociais, bem como outras novidades. Novas maravilhas e nove novas civilizações: Portugal, Brasil, Polônia, Zulus, Assíria, Indonésia, Marrocos, Veneza, Etiópia (também estão incluídos no " Gods and Kings") e os Shoshones.